# Ereira (Montemor-o-Velho)
Ereira é uma povoação portuguesa sede da Freguesia de Ereira do Município de Montemor-o-Velho, freguesia com 7,26 km² de área e 575 habitantes (censo de 2021), tendo, por isso, uma densidade populacional de 79,2 hab./km².
A freguesia foi criada pela Lei n.º 67/84, de 31 de dezembro, com lugares desanexados da Freguesia de Verride.

## História
Durante muitos séculos o Convento de Almiara (Verride) foi habitada por Crúzios, frades pertencentes ao convento de Santa Cruz de Coimbra, que tinham na sua posse a maior parte das terras do Baixo Mondego. Estes frades incentivavam gentes da região a arrendar grandes extensões de terra, entre elas a granja de Ereira.
Formaram-se, assim, os morgadios, cujo contrato visava que, em caso de morte do proprietário, a terra poderia ser herdada pelo filho primogénito e só por este, e em caso da sua inexistência poderia ser herdado pela filha mais velha até à existência de descendência masculina. Os proprietários tinham de manter toda a área que lhes pertencia cultivada e tinham ainda de doar aos senhores eclesiásticos a dízima, ou seja, uma décima parte das colheitas feitas, se tal não ocorresse os tributos duplicariam e as terras ser-lhe-iam retiradas.
No século XV (1414) foi erguida a primeira "habitação" na granja de Ereira, que dá pelo nome de casa do Torreão; esta era usada para recebimento de rendas e como moradia dos procuradores. Serviu depois como atelier de João de Ruão.
Nenhuma outra habitação foi construída, ou pelo menos não está descrita nem se conhece a construção, até ao século XIX. Neste século muitas coisas mudaram. Devido a vários acontecimentos nacionais, entre eles as invasões francesas e a fuga da família real para o Brasil, ocorreu em 1820 a revolução liberal; embora o liberalismo definitivo só se tenha instaurado em 1834.
Com esta revolução, eliminaram-se situações de privilégio e o monopólio de atividades económicas, libertando-se desta forma a terra e o comércio. Foram abolidas as ordens religiosas e houve nacionalização dos seus bens, aboliram-se, assim, os morgadios ou parte deles e suspenderam-se as dízimas. Foi nesta altura que o povo conseguiu adquirir pequenas parcelas de terreno que cultivava e onde construía as suas habitações."' 

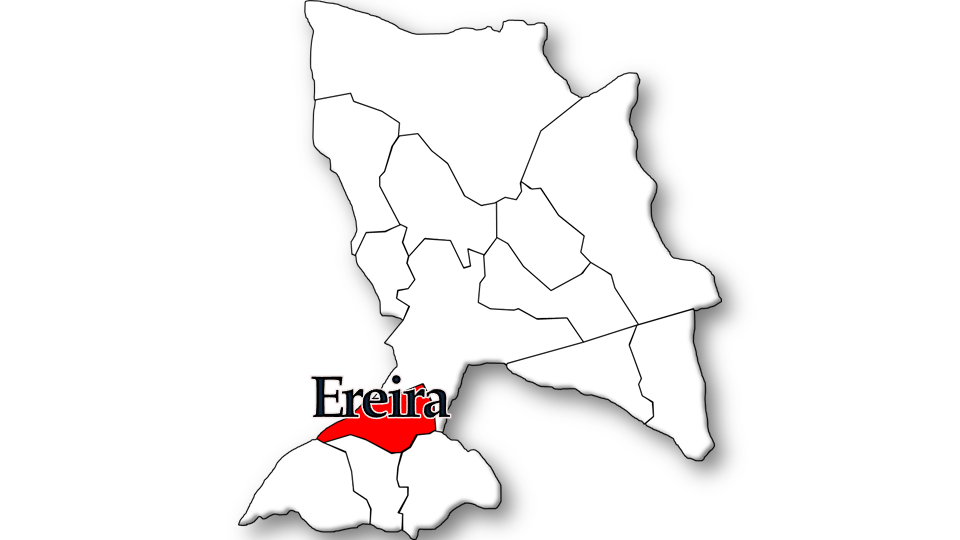
Localização da freguesia no município de Montemor-o-Velho

## Demografia
A população registada nos censos foi:
| Distribuição da População por Grupos Etários | Distribuição da População por Grupos Etários | Distribuição da População por Grupos Etários | Distribuição da População por Grupos Etários | Distribuição da População por Grupos Etários |
| -------------------------------------------- | -------------------------------------------- | -------------------------------------------- | -------------------------------------------- | -------------------------------------------- |
| Ano                                          | 0-14 Anos                                    | 15-24 Anos                                   | 25-64 Anos                                   | > 65 Anos                                    |
| 2001                                         | 72                                           | 89                                           | 376                                          | 177                                          |
| 2011                                         | 65                                           | 50                                           | 355                                          | 179                                          |
| 2021                                         | 54                                           | 45                                           | 279                                          | 197                                          |

## Património
- Rotunda com estátua "Pescador do Rio".